# 艱難汝を玉にす
艱難汝を玉にす（かんなんなんじをたまにす）は、フランスが由来のことわざ。

## 概要
人間というのは、困難に直面して、苦しみ悩みながら克服していくことで、立派な人間になっていくということを意味する。芥川龍之介の侏儒の言葉では、艱難汝を玉にすということならば、日常生活に思慮深い男性というのは、到底玉になることはできないとされている。

### 由来
フランスのことわざである「Vent au visage rend l'homme sage.」という意訳すれば逆境は人を強くするというような意味になる言葉が由来となる。13世紀の『薔薇物語』に、逆境のときに真の友人が見つかるため、逆境は繁栄よりも有益であるというような場面がある。そして繁栄は人々を無知のままに放置するが、逆境は知恵を与えるというような言葉が見られる。1557年のラモン・リュイの『諺と金言ならびにその解釈』に逆風は人を賢くするということわざが収録されている。ここでの解説では、誰かが逆風を受けている場合には、何らかの理由で人々に疎んじられて寵愛や愛情を失っているということである。しかし、このことによってその人は賢くなり慎重になるので、以後は前よりも一層自分を抑制して制御できるようになるため、結果として疎んじてきた人々の元に戻ることができるようになるとしている。